# Priesterbroederschap Sint Pius X
De Priesterbroederschap St. Pius X (Fraternitas Sacerdotalis Sancti Pii X, SSPX of FSSPX) is een vereniging van traditionele katholieke priesters en bisschoppen die in gemeenschap leven. De canonieke status van de Priesterbroederschap is deze van een congregatie van pauselijk recht in hoger beroep bij de Heilige Stoel.
De broederschap werd op 1 november 1970 opgericht in de Katholieke Kerk (namelijk in het verdwenen bisdom Fribourg in Zwitserland) als reactie op de besluiten van het Tweede Vaticaans Concilie, die zij afwijst. Zo verzet de broederschap zich tegen de constituties Sacrosanctum Concilium (over de liturgie), Gaudium et Spes (over de Kerk en de wereld) en Dignitatis humanae (over de godsdienstvrijheid), en de verklaring over de verhouding tot de niet-christelijke religies: de Nostra Ætate. Ook wijst de FSSPX de Novus Ordo Missae volledig af. De FSSPX is een van de belangrijkste katholieke congregaties binnen het traditionalisme.  Zij telt sedert juli 2022 meer dan 700 leden.
De patroonheilige van de FSSPX is Sint Pius X: een paus die bekend staat als bestrijder van het modernisme en als verdediger van de heiligheid van de priesterschap en van een waardige liturgie.

## Marcel Lefebvre
Doordat hun stichter en voorman, de Franse aartsbisschop Marcel Lefebvre, op 30 juni 1988, zonder toestemming van Rome, vier priesters van de FSSPX tot hulpbisschoppen wijdde, ontstond een schisma, hoewel dit door bepaalde kardinalen en specialisten kerkelijk recht betwist wordt. Het door paus Johannes Paulus II op 2 juli 1988 gepubliceerde motu proprio Ecclesia Dei veroordeelde de bisschopswijding als "schismatieke handeling" vanwege het feit dat aartsbisschop Lefebvre zonder pauselijke goedkeuring vier bisschoppen had gewijd en zo, op grond van het kerkelijk recht en dus van rechtswege, geëxcommuniceerd werd. Hetzelfde motu proprio bood wel ruimte om de Tridentijnse ritus ('indultmissen') onder voorwaarden toe te staan. Bij dezelfde gelegenheid stelde de paus een commissie in, naar het motu proprio genoemd Pauselijke Commissie Ecclesia Dei die tot doel had de dialoog met de priesterbroederschap in stand te houden.
Na deze "schismatieke handeling" wilden enkele priesters en seminaristen hierin niet meegaan en vormden toen de Priesterbroederschap van Sint-Pieter (FSSP).

## Generaal-oversten en bisschoppen
De generaal-oversten van de FSSPX sinds haar stichting in 1970:
- Marcel Lefebvre (1970-1982)
- Franz Schmidberger (1982-1994)
- Bernard Fellay (1994-2018)
- Davide Pagliarani (2018-heden)

De hulpbisschoppen gewijd door Marcel Lefebvre en ter beschikking gesteld van de FSSPX sinds haar stichting:
- Bernard Fellay
- Alfonso de Galarreta
- Bernard Tissier de Mallerais
- Richard Williamson (is in 2012 geroyeerd uit de FSSPX door toenmalig generaal-overste wegens ongehoorzaamheid)

Onderstaande bisschoppen hebben publiekelijk hun steun betuigd aan Marcel Lefebvre en de FSSPX:
- Alfredo Kardinaal Ottaviani (1890-1979), pro-prefect van de Congregatie voor de Geloofsleer en mede-auteur van de "Breve Esame Critico del Novus Ordo Missae)" of "Ottaviani Interventie"
- Antonio Kardinaal Bacci (1885-1971), secretaris van het Secretariaat voor Latijnse Brieven en mede-auteur van de "Breve Esame Critico del Novus Ordo Missae)" of "Ottaviani Interventie"
- John J. Kardinaal Wright (1909-1979), prefect van de Congregatie voor de Clerus
- Antônio de Castro Mayer (1904-1991), bisschop van Campos, Brazilië, algemeen overste van de "Priesterbroederschap Sint-Jean Marie Vianney (SSJV) en mede-consecrator van de hulpbisschoppen van de FSSPX in 1988
- Salvador Lazo (1918-2000), bisschop van San Fernando de la Union, Filipijnen
- John Bosco Manat Chuabsamai (1935-2011), bisschop van Ratchaburi, Thailand
- Athanasius Schneider (1961), hulpbisschop van Karaganda, Kazachstan
- Vitus Huonder (1942-2024), bisschop emeritus van Chur, Zwitserland
- Carlo Vigano (1941), titulair aartsbisschop van Ulpiana en diplomaat van de Heilige Stoel

Onderstaande bisschoppen zijn gewijd door één of meerdere hulpbisschoppen van de FSSPX:
- Licínio Rangel (1936-2002), algemeen overste van de "Priesterbroederschap Sint-Jean Marie Vianney" (SSJV), later apostolisch administrator van de "Personele Apostolische Administratie Sint-Jean Marie Vianney"

## FSSPX over de wereld
Volgens haar eigen cijfers (in juli 2022) heeft de broederschap 707 priesters wonen en werken in 70 verschillende landen, 750 kapellen en kerken, 163 priorijen, 103 religieuze broeders, 186 religieuze zusters, 78 oblaten, 187 seminaristen in 5 grootseminaries, 32 pre-seminaristen in 3 pre-seminaries, meer dan 100 scholen, 7 weeshuizen, 4 karmelietenkloosters en 2 privé-universiteiten.
De broederschap heeft de volgende districten:
| District of autonoom huis                           | Priorijen | Kapellen | Scholen | Retraitehuizen |
| --------------------------------------------------- | --------- | -------- | ------- | -------------- |
| District Afrika                                     | 7         | 23       | 2       |                |
| District Azië                                       | 6         | 39       | 1       |                |
| District Australië (met Nieuw-Zeeland)              | 7         | 38       | 4       |                |
| District Oostenrijk                                 | 4         | 16       |         | 1              |
| District Benelux                                    | 3         | 9        | 1       | 1              |
| District Canada                                     | 6         | 30       | 3       | 1              |
| District Frankrijk                                  | 44        | 109      | 47      | 4              |
| District Duitsland                                  | 13        | 29       | 4       | 1              |
| District Groot-Brittannië-Ierland (met Scandinavië) | 7         | 31       | 1       |                |
| District Italië                                     | 4         | 16       | 1       |                |
| District Zuid-Amerika                               | 6         | 20       | 2       |                |
| District Latijns-Amerika                            | 8         | 41       | 4       |                |
| District Zwitserland                                | 10        | 17       | 6       | 1              |
| District Verenigde Staten                           | 20        | 103      | 26      | 3              |
| Autonoom Huis Oost-Europa (Polen)                   | 4         | 15       | 3       | 1              |
| Autonoom Huis Spanje (met Portugal)                 | 1         | 17       |         |                |

## Seminaries en moederhuis

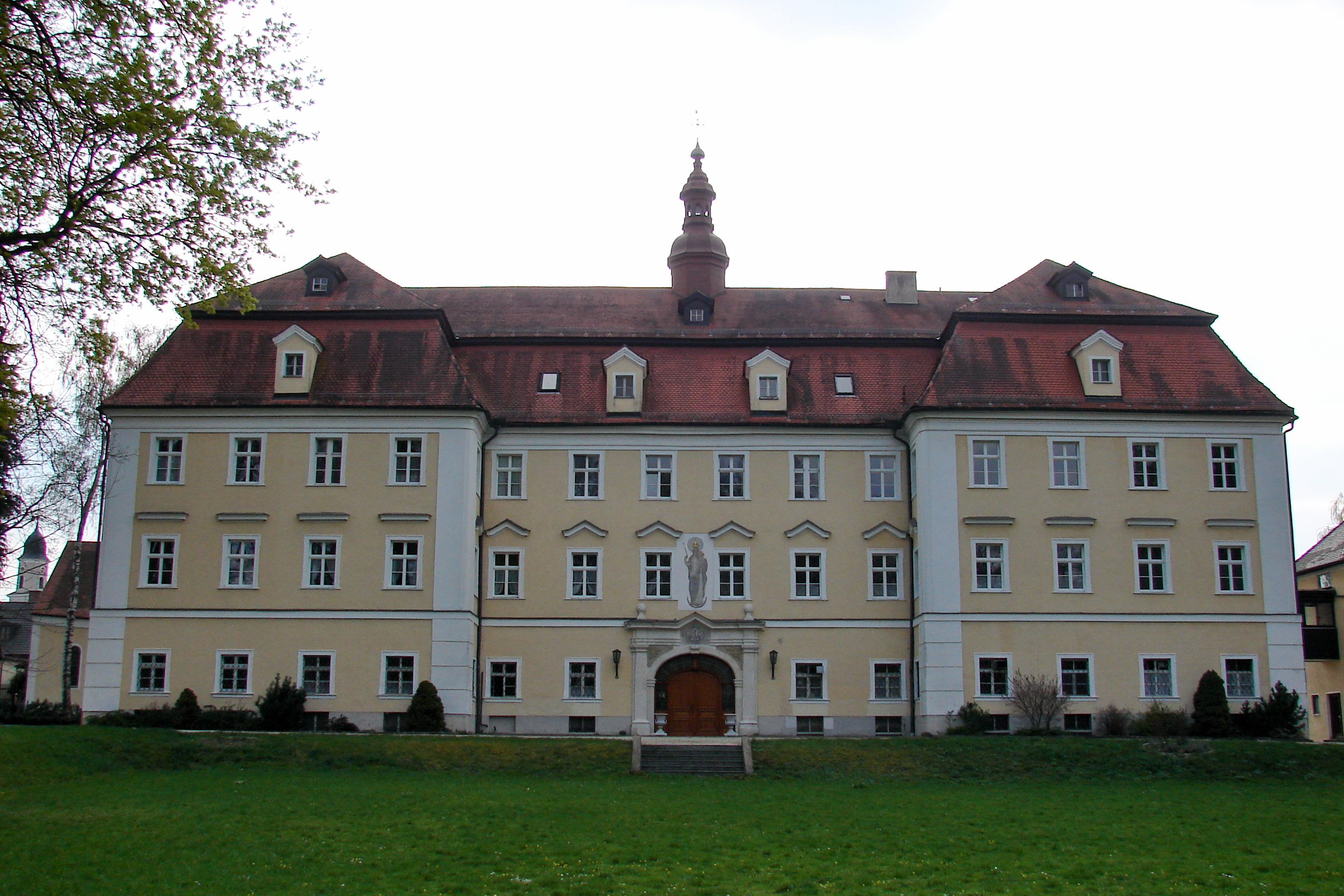
FSSPX-seminarie in Zaitzkofen

De FSSPX telt 5 grootseminaries en 3 preseminaries.
- Séminaire International St. Pie X te Écône, Zwitserland (Franstalig)
- St. Thomas Aquinas Seminary te Dillwyn, Virginia, Verenigde Staten (Engelstalig)
- Séminaire St. Curé d'Ars te Flavigny-sur-Ozerain, Frankrijk (Franstalig)
- Herz Jesu-Seminar te Zaitzkofen, Duitsland (Duitstalig)
- Seminario Nuestra Señora Corredentora te La Reja, Argentinië (Spaanstalig)

Het Holy Cross Seminary te Golbourn, Australië werd gesloten naar aanleiding van de strikte reisbeperkingen ingevoerd tijdens de corona-pandemie.
De preseminaries zijn gevestigd te Albano Laziale, Italië, Santa Maria, Brazilië, en Santa Barbara, Iloilo, Fillipijnen.
Het moederhuis, waar de generale overste woont, bevindt zich in de Priorij van Maria Boodschap te Menzingen, Zwitserland.

## Opheffing van de excommunicaties
Begin 2009 hief paus Benedictus XVI de van rechtswege opgelegde excommunicatie van de leden van de broederschap op. Deze opheffing viel ongelukkigerwijze samen met een interview dat een van de illegaal gewijde bisschoppen, Richard Williamson, daags daarvoor aan de Zweedse televisie had gegeven. Hierin bagatelliseerde hij de Holocaust. De broederschap distantieerde zich van de uitspraken van mgr. Williamson, en de superieur-generaal, mgr. Fellay, bood zijn excuses aan voor de uitspraken van zijn collega-bisschop.

## Dialoog
In het Interviewboek Licht der Wereld, dat in 2011 verscheen, toonde paus Benedictus zich bijzonder ongelukkig over deze samenloop van omstandigheden. Niettemin ging de dialoog tussen Rome en de voormannen van de priesterbroederschap door. In de zomer van 2011 legde de toenmalige prefect van de Congregatie voor de Geloofsleer, kardinaal William Levada, een lijst met voorwaarden vast waaraan de priesters van de Broederschap zouden hebben te voldoen, alvorens ze weer in volledige communio met de Kerk van Rome zouden staan. Hij deed dit voorafgaand aan een gesprek met een delegatie van de priesterbroederschap. Een aantal voorwaarden had betrekking op de erkenning van de uitkomsten van het Tweede Vaticaans Concilie, waarbij de verklaringen over de liturgie, de godsdienstvrijheid en de verhouding tot andere religies een belangrijke rol spelen.
De huidige prefect, kardinaal Gerhard Ludwig Müller, zei op 22 december 2013 dat de leiders van de broederschap, ondanks de opheffing van de excommunicatie door paus Benedictus, nog steeds in sacramenteel schisma met de katholieke Kerk zijn. Dat houdt in dat zij door hun schorsing de sacramenten niet legaal mogen toedienen. Hij gaf aan dat de deur open staat voor de broederschap als ze aan de voorwaarden voldoen die het Vaticaan hen in 2011 oplegde. De broederschap ziet deze voorwaarden echter als onacceptabel, waardoor het zogezegde schisma bleef bestaan.
In 2015 stuurde het Vaticaan mgr. Athanasius Schneider naar twee seminaries van de broederschap in de Verenigde Staten en in Frankrijk. Als afgezant van het Vaticaan zag Schneider geen gewichtige redenen om de broederschap niet canoniek te erkennen en om de verzoening te realiseren. Als gevolg hiervan verleende paus Franciscus in het kader van het Jaar van Barmhartigheid (2016) aan alle priesters en bisschoppen van de broederschap de volmacht om het sacrament van de biecht geldig af te nemen. Hiervoor mochten geschorste priesters alleen in geval van nood de biecht horen. Franciscus heeft na het einde van het Jaar van Barmhartigheid deze bijzondere jurisdictie voor de biecht blijvend verlengd.
In augustus 2016 bood Franciscus volgens mgr. Guido Pozzo, de secretaris van de Pauselijke Commissie Ecclesia Dei, de broederschap een personele prelatuur aan om de volledige communio met de Kerk te herstellen. Daarbij heeft het Vaticaan bevestigd dat de documenten van het Tweede Vaticaans Concilie niet doctrinair van karakter zijn, en dus door de broederschap niet meer aanvaard hoeven te worden om volledig deel uit te maken van de Rooms-Katholieke Kerk.

## District Benelux
Het district omvat drie staten.

### Nederland
In Nederland zijn er vier kapellen of kerken in gebruik, die worden bediend door drie priesters. Echter wordt één daarvan door priesters uit het Duitse district bediend.

#### Priorij
- St. Clemens te Gerwen

Deze middeleeuwse kerk uit 1440 werd na het Tweede Vaticaanse Concilie door de plaatselijke parochie verstoten. In 1983 werd ze door de FSSPX gekocht en gerestaureerd voor de gelovigen in het zuiden des lands.

#### Kapellen en kerken
- Onze Lieve Vrouw van de H. Rozenkrans te Leiden

Deze in 1961 voltooide kerk van het Apostolisch Genootschap aan de Sumatrastraat aldaar werd in 2012 overgenomen door de Priesterbroederschap. Op 22 september van dat jaar wijdde generaal-overste Bernard Fellay uit Zwitserland de kapel in De Kooi in.
- Maria ter Engelen te Kerkrade.

Deze wordt bediend door priesters uit het Duitse district.
- St. Willibrord te Utrecht

Deze neogotische kerk uit 1877 wordt sinds 2016 aan de SSPX ter beschikking gesteld. Op 12 november 2017 vond een reconciliatie van de kerk plaats, waarmee het gebouw sindsdien officieel weer een gebedshuis is.  De Stichting Sint Jozef, waarvan SSPX het bestuur vormt, heeft op 29 juni van het jaar 2017 van de Utrechtse gemeenteraad toestemming verkregen om de schulden van de Stichting Sint Willibrordus, eigenaresse van deze kerk, te kopen, onder voorwaarde dat de zij garant staat voor de schulden. De Stichting Sint Jozef is met deze voorwaarde akkoord gegaan. Het Kerkgebouw is en blijft eigendom van de Stichting Sint Willibrordus.
Priesters van de Priesterbroederschap dragen verder regelmatig de H. Mis op op vaste plaatsen te St. Willebrord.

### België
In België zijn er acht kapellen of kerken in gebruik, die worden bediend door acht priesters, zes zusters en twee broeders.

#### Priorij
In België heeft de Broederschap volgende priorijen:
- Kapel van het Allerheiligste Sacrament te Antwerpen

Deze wordt bewoond door drie priesters en één broeder.  Hier is tevens een retraitehuis gevestigd.
- Kristus Koning in Brussel te Evere

Deze wordt bewoond door vijf priesters, één broeder en zes zusters.  Hier is tevens een Franstalige lagere school gevestigd, "École Notre-Dame de la Sainte-Espérance".  De districtsoverste verblijft hier.

#### Kapellen en kerken
- Sint-Amandus te Gent
- Sint-Jozef te Brussel op de Frère-Orbansquare
- Saint-Aubain te Namen
- Carmel du Sacré Coeur te Quiévrain

Hier is tevens een kloostergemeenschap van Karmelzusters gevestigd.
- Herz Jesu te Steffeshausen

Priesters van de Priesterbroederschap dragen verder regelmatig de H. Mis op op vaste plaatsen te Bierbeek en Leuven.

### Groot-Hertogdom Luxemburg

#### Kapellen en kerken
- St. Hubertus te Lameschmillen/Bergem

## Tijdschriften
Sinds 1982 geeft de Nederlandse priorij een Nederlandstalig maandblad uit: "Informatieblad Priesterbroederschap St. Pius X".
De priorij in Antwerpen geeft een maandblad uit getiteld "De Monstrans". De priorij in Brussel geeft een maandblad uit getiteld "Pour qu'il règne".

## Jeugdbewegingen
De Priesterbroederschap Sint Pius X heeft diverse jeugdbewegingen:
- Jong Katholiek Initiatief (JKI) voor jongeren van 16 tot en met 30 jaar oud. De JKI heeft afdelingen in Leiden, Gerwen, Utrecht, Brussel en Antwerpen. De gelijksoortige jeugdbeweging binnen de Duitstalige FSSPX is de Katholische Jugendbewegung (KJB).
- Eucharistische Kruistocht (EK) Voor jeugdigen tot 16 jaar oud. Binnen de EK zijn enkele elementen van de scouting geïmplementeerd.

## Militia Immaculatæ van de Traditionele Obeservantie
Sinds 2000 is de Militia Immaculatæ van de traditionele observantie opgericht binnen de Priesterbroederschap Sint Pius X met toestemming van toenmalig generaal-overste bisschop Fellay. De Militia Immaculatæ van de traditionele obeservantie, ook wel de ridderorde van de Immaculatæ genoemd, is volledig in de oorspronkelijke geest van de Militia Immaculatæ (MI) zoals die door de stichter, de Poolse franciscaner pater Maximiliaan Kolbe, in 1917 is vastgelegd. De MI is daarbij een genootschap en een evangelisatiebeweging van de katholieke kerk die wereldwijd actief is. Haar leden bestaan voornamelijk uit gelovigen en geestelijken van de FSSPX en zij worden bij hun opname bijzonder toewijd aan de Maagd Maria. De MI houdt zich in bijzondere mate bezig met apostolaat en het verspreiden van lectuur en de Wonderdadige medaille. In navolging van Maximiliaan Kolbe bestrijdt de MI de invloeden van de vrijmetselarij, het communisme, het zionisme en het kapitalisme, en reeds binnen de katholieke kerk het modernisme.

## Litanie
Sancte Pie decime (Heilige Pius X) is een quasi-Gregoriaanse litanie die ontstaan is binnen de Priesterbroederschap Sint Pius X. De litanie is binnen deze broederschap populair en roemt het glorieuze patronaat van de heilige paus Pius X, patroon van de broederschap. De tekst van de litanie is eenvoudig en bestaat enkel uit een steeds herhaalde oproep aan de heilige om voor de gemeenschap te bidden (Sancte Pie X, gloriose Patrone, ora pro nobis).